# Політичне насильство в Туреччині (1976—1980)
Політичне насильство в Туреччині стало серйозною проблемою в кінці 1970-х років  і навіть було описано як "війна на низькому рівні". Ескадрони смерті турецьких правих ультранаціоналістичних угрупувань, іноді об'єднаних з державою, проти опору лівої опозиції завдали близько 5000 жертв. Більшість жертв - ліві. Рівень насильства на деякий час знизився після турецького перевороту 1980 року, поки не вибухнув курдсько-турецький конфлікт у 1984 році. 

## Передумови
У 1975 році Сюлейман Демірель, президент консервативної Партії справедливості (тур. Adalet Partisi, AP) змінив Бюлента Ецевіта, президента соціал-демократичної республіканської народної партії (тур. Cumhuriyet Halk Partisi    , ТЕЦ) на посаді прем'єр-міністра. Він утворив коаліцію "Націоналістичний фронт" (тур. Milliyetçi Cephe) ", з Ісламістською партією національного порятунку Некметтіна Ербакана (тур. Millî Selamet Partisi, MSP), і Тюркеш ' ультраправої Партії націоналістичного руху (тур. Milliyetçi Hareket Partisi , MHP). МХП використовував можливість проникнення в служби держбезпеки, серйозно погіршуючи війну низької інтенсивності, яка велася між конкуруючими фракціями. 
Вибори 1977 року не виявили переможця. Спершу Демірель продовжив коаліцію з Націоналістичним фронтом, але в 1978 році Ецевіт зміг знову дістатись до влади за допомогою депутатів, які перейшли від однієї партії до іншої. У 1979 році Демірель знову став прем'єр-міністром. Наприкінці 1970-х років Туреччина опинилася в нестабільній ситуації з невирішеними економічними та соціальними проблемами, які зіткнулися з страйковими акціями та частковим паралічем політики ( Великі національні збори Туреччини не змогли обрати президента протягом шести місяців, що передували перевороту). Починаючи з 1968 і 1969 рр., Пропорційне представництво ускладнювало пошук парламентської більшості. Інтересам промислової буржуазії, яка займала найбільші володіння країни, протистояли інші соціальні класи, такі як дрібні промисловці, торговці, сільські шляхтичі та поміщики, інтереси яких не завжди співпадали між собою. Численні сільськогосподарські та промислові реформи, які вимагали частини вищих і середніх класів, були заблоковані іншими .Тоді політикам здавалося, що вони не в змозі боротися зі зростанням насильства в країні. 

## Послідовність подій
У Туреччині наприкінці 1970-х рр. Спалахнуло безпрецедентне політичне насильство. Загальна кількість загиблих у 1970-х роках оцінюється в 5000, причому майже десять вбивств на день.  Більшість були членами лівих і правих політичних організацій, які потім вступали в запеклі бої. Ультранаціоналістичні сірі вовки, молодіжна організація МХП, заявили, що вони підтримують сили безпеки. За даними британського журналу Searchlight, у 1978 р. Було 3119 фашистських атак, в яких 831 чоловіка було вбито та 3121 поранено. Під час центрального судового процесу проти лівої організації Девримчі Йол (Революційний шлях) у Військовому суді в Анкарі підсудні перераховували більш ніж 5388 політичних вбивств перед військовим переворотом. Серед постраждалих були 1 296 праворадикалів та 2 210 лівих. Інші жертви не могли бути однозначно політично пов’язані.  Убивство Бахлеєвлера 1978 року, розправа на площі Таксим 1977 року з 35 жертвами та розправа в Мараші 1978 року із понад 100 жертвами - це лише деякі відомі випадки. Воєнний стан було оголошено після різанини Мараша у 14 (тодішніх) 67 провінціях у грудні 1978 року. На момент перевороту воєнне положення було розповсюджено на 20 провінцій. 
У червні 1979 року Ецевіт був попереджений Нурі Гюндешем з Національної розвідувальної організації (MİT). Потім Ечевіт повідомив свого міністра внутрішніх справ Ірфана Озадінлі, який потім повідомив Седату Целасуну, одному з п'яти генералів, які очолили переворот. Заступник заступника секретаря MİT Ніхат Йылдыз був понижений в консульстві Лондона і в результаті його замінив генерал-лейтенант. 

## Курдський сепаратизм
Праві групи виступали проти курдського сепаратизму. Непропорційна кількість курдів входила до лівих угруповань. Більшість лівих також були турецькими націоналістичними групами і виступали проти сепаратизму. До перевороту 1980 р. не відомі випадки насильства з боку сепаратистів в країні. 